# Легнишка епархия
Легнишката епархия (на полски: Diecezja legnicka; на латински: Dioecesis Legnicensis) е административно-териториална единица на католическата църква в Полша, западен обред. Суфраганна епископия на Вроцлавската митрополия. Установена на 25 март 1992 година с булата „Totus Tuus Poloniae Populus“ на папа Йоан-Павел II. Заема площ от 7080 км2 и има 760 286 верни. Седалище на епископа е град Легница.

## Деканати
В състава на епархията влизат двадесет и девет деканата.
| - Деканат „Богатиня“ - Деканат „Болеславец Всхуд“ - Деканат „Болеславец Захуд“ - Деканат „Венглинец“ - Деканат „Грифув Шльонски“ - Деканат „Згожелец“ - Деканат „Злотория“ - Деканат „Йенеля Гура Всхуд“ - Деканат „Йенеля Гура Захуд“ - Деканат „Каменна Гура Всхуд“ | - Деканат „Каменна Гура Захуд“ - Деканат „Лвувек Шльонски“ - Деканат „Легница Всхуд“ - Деканат „Легница Захуд“ - Деканат „Легница Катедра“ - Деканат „Лешна“ - Деканат „Любан“ - Деканат „Любин Всхуд“ - Деканат „Любин Захуд“ - Деканат „Мислаковице“ | - Деканат „Новогроджец“ - Деканат „Полковице“ - Деканат „Проховице“ - Деканат „Хойнув“ - Деканат „Хочянув“ - Деканат „Швежава“ - Деканат „Шклярска Поремба“ - Деканат „Шчинава“ - Деканат „Явор“ |